# Carcerand
En carcerand er et "værts"-molekyle, der danner et
stabilt molekylært kompleks med et andet molekyle, et "gæste"-molekyle, der er helt indesluttet og fastholdt, og som ikke kan undslippe, selv ved høje temperaturer. Denne type af molekylære "værts"-molekyler blev første gang beskrevet af Nobelpristageren Donald J. Cram i 1985.
Navnet carcerand er afledt af det latinske carcer, eller fængsel. Komplekser dannet af en carcerand med permanent fængslede "gæster", der kaldes carceplexer.
I modsætning hertil giver hemicarcerander "gæsterne" mulighed for at komme ind og ud af det molekylære hulrum ved høje temperaturer, men vil danne stabile komplekser ved lavere temperaturer. 
Komplekser dannet af en hemicarcerand og et "gæste"-molekyle kaldes hemicarceplexer.
Tilsvarende molekylære komplekser dannes af "fodboldmolekylerne" fullerenerne, eksempelvis som metallofullerener.

## Eksterne links og henvisninger
1. ↑  Donald J. Cram